# Баська Мурманская
Ба́ська Мурманская (пол. Baśka Murmańska) — белая медведица, приобретённая в Архангельске в 1918—1919 гг. и взятая на довольствие польскими солдатами из мурманского отряда (также известного как мурманчане) под командованием полковника Юлиана Скоковского.

## История
Согласно легенде, Баську полугодовалым медвежонком приобрёл в Архангельске у местных жителей один из мурманчан, подхорунжий Карась, чтобы покорить сердце местной красавицы в соперничестве с итальянцем. Приказом медведицу приписали «дочерью полка» к пулемётной роте мурманского батальона и поставили на довольствие. Ей назначили опекуна — капрала Сморгонского, который занимался с ней до конца её жизни. Сморгонский же дал ей имя (Баська — уменьшительное от Барбара) и научил элементам строевой подготовки, в том числе отдавать честь и следовать маршевым шагом. Баська была ручной, ласковой медведицей, с которой даже играли дети солдат отряда.
Медведица прошла со своим отрядом весь боевой путь от севера России до Польши, в конечном счете очутившись вместе с ним в крепости Модлин вблизи Варшавы.
22 декабря 1919 года участвовала в торжественном параде мурманского отряда в Варшаве на Саксонской площади, вызвав восторг присутствующих, когда в нужный момент чуть ли не встала на задние лапы и отдала честь «начальнику государства» Юзефу Пилсудскому вслед за остальными солдатами, а затем во время приветствия протянула ему переднюю лапу.
Погибла зимой того же года вскоре после прибытия в Модлин. Во время купания в Висле сорвалась с цепи, переплыла на другой берег реки и направилась в сторону деревни, где местный крестьянин заколол медведицу, не ожидавшую агрессии со стороны людей, вилами. Когда солдаты переправились на лодке через реку и добрались до деревни, с медведицы уже сняли шкуру. Чучело Баськи можно было видеть ещё какое-то время после Второй мировой войны в Музее Войска Польского в Варшаве, затем его убрали из экспозиции и её след затерялся.
В январе 1920 года мурманский отряд был объединён с 64-м грудзёндзским пехотным полком, став его 3-м батальоном. Нашивка батальона имела вид синего щита с белой медведицей. В 1938 году 64-й пехотный полк был переименован в 64-й поморский полк мурманских стрелков.

## Память
Евгениуш Малачевский, командир пехотной роты мурманчан, военный писатель, описал историю Баськи в рассказе «История Баськи Мурманской» (пол. «Dzieje Baśki Murmańskiej»), который вошёл в сборник «Лошадь на холме» (пол. «Koń na wzgórzu»). В рассказе, в частности, описаны несколько курьёзных эпизодов: об участии медведицы в соперничестве за сердце дамы и споры о поле Баськи.
Михал Былина изобразил «улыбающуюся» Баську на картине, посвящённой параду мурманчан перед Пилсудским в 1919 году, «Смотр мурманчан Верховным Главнокомандующим в Варшаве» (пол. «Przegląd oddziałów Murmańczyków przez Naczelnego Wodza w Warszawie»).
Небольшая скульптура Баськи Мурманской находится на территории крепости Модлин вблизи Варшавы.